# Enlightenment
Enlightenment (meist kurz mit E bezeichnet), zu deutsch „Erleuchtung“, ist eine freie Desktop-Umgebung für X sowie Wayland, die 1997 von Carsten Haitzler ins Leben gerufen wurde. Die erste Version war ein Hack des bekannten Window Managers FVWM und hieß Fvwm-XPM (Rastermans FVWM). Im Laufe der Zeit ist die Zahl der Komponenten und der Funktionsumfang so weit angewachsen, dass nun nicht mehr ein bloßer Fenstermanager, sondern eine vollwertige Desktop-Umgebung vorliegt.

## Geschichte
Enlightenment wurde in der Folge jedoch als eigenständiges System entwickelt und erfreute sich lange Zeit großer Beliebtheit wegen seiner hohen Konfigurierbarkeit im Vergleich zu den damals gebräuchlichen Systemen wie twm oder FVWM. Mit der im Oktober 1999 veröffentlichten Version 0.16 (auch als E16 oder DR16 bezeichnet) erreichte er seine größte Stabilität und Verbreitung (unter anderem als Unterbau für Gnome 1). Im Laufe der folgenden Jahre schien die Entwicklung einzuschlafen, und es wurden nur noch Bugfixes veröffentlicht. Während sich Haitzler auf eine Neuentwicklung konzentrierte, übernahm im Jahr 2003 mit der Veröffentlichung von DR16.6 Kim kwo Woelders die Pflege des DR16-Zweiges.
Haitzlers Designziel mit der Version 0.17 (auch E17 oder DR17) ist es, Enlightenment so konfigurierbar wie nur möglich in den Bereichen Aussehen und Bedienung zu gestalten. Enlightenment besitzt neben der Fensterverwaltung auch einen eingebauten Dateimanager und mehrere unter dem Namen Enlightenment Foundation Libraries (EFL) zusammengefasste Funktionsbibliotheken.
Lange Zeit war der in Entwicklung befindliche Nachfolger E17 nur in einer Alpha-Version im CVS zum freien Herunterladen freigegeben. Im November 2009 wurde bekannt, dass der Elektronikkonzern Samsung die Entwicklung von Enlightenment unterstützen will, um das Programm in eigenen Produkten einzusetzen. Im November 2010 stellte Electrolux in erstmaliger Kooperation mit ProFUSION einen Kühlschrank vor, dessen embedded System mit den EFL Libraries betrieben wird.
Das erste E17-Release (ZERO) erschien am 21. Dezember 2012.
Es ist in den offiziellen Paketquellen von Arch Linux, Debian, Fedora, Gentoo, Elive, OpenSUSE, PCLinuxOS, Sabayon Linux, Ubuntu und Void Linux vorhanden. Es war der Standard-Desktop in Bodhi Linux, welches jetzt Moksha verwendet, einen Fork von E17.
Mit der Version E20 wurde die Unterstützung für Wayland und FreeBSD erweitert. Auch wurden viele interne Widgets mit Elementary ersetzt. Der Desktop bekam eine neue Mixer-Infrastruktur sowie ein überarbeitetes Audio-Widget. Eine weitere Änderung ist die neue Screen-Management-Infrastruktur.

## Enlightenment Foundation Libraries
Die Enlightenment Foundation Libraries (Initialwort hieraus: EFL) sind ein Satz von Open-Source-Softwarebibliotheken für Grafik, die aus dem Enlightenment-Projekt entstanden sind. Sie werden von Enlightenment.org mit einiger Unterstützung von Terrasoft (mittlerweile von Fixstars Solutions aufgekauft) entwickelt. Das Ziel des Projektes ist es, mit den EFL einen flexiblen und dennoch mächtigen und einfach zu verwendenden Satz von Werkzeugen zu schaffen, der sowohl die Möglichkeiten von Enlightenment als auch von anderen Projekten, die auf den EFL basieren, verbessert. Dazu sollen die Bibliotheken portabel und optimiert gehalten werden, damit sie sogar auf Geräten wie PDAs funktionieren. Die Bibliotheken wurden für die Entwicklungsversion 0.17 des Fenstermanagers geschrieben.